# Parti populaire arubais
L'Arubaanse Volkspartij (Partido di Pueblo Arubano en papiamento, Parti populaire arubais en français) est un parti politique démocrate-chrétien d'Aruba, membre de l'Organisation démocrate-chrétienne d'Amérique.  
Le nom courant du parti, AVP, est issu du nom néerlandais du parti. Il a été fondé en 1942. 
Le parti est au pouvoir de 1985 à 1989, de 1997 à 2001 et de 2009 à 2017.

## Histoire du parti
Dans les années 1930, Henny Eman — le grand-père des anciens premiers ministres Jan Hendrik Albert "Henny" et Mike Eman — fonde le groupe Eman, prémices du futur parti AVP.

### Les premières années
En 1942, Henny Eman fonde le parti AVP.
Dès 1948, l'AVP intègre dans son programme le changement de statut de l'île, pour obtenir l'indépendance (l'idée de Separacion).

#### Première scission du parti (1949)
Après une table ronde sur le statut des îles antillaises du royaume néerlandais, des dissensions ont émergé après entre les deux représentants d'Aruba, Henny Eman et Juancho Irausquin (pap).
Un premier accord avait donné autant de sièges à Aruba et à Curaçao, soit 8 sièges chacun, et l'indépendance pour chacune des îles dans le futur. Toutefois, un second accord en 1949 supprima l'équité entre les deux îles, Curaçao ayant 12 sièges au parlement des Antilles néerlandaises. Eman était satisfait des concessions faites, contrairement à Yrausquin.
Cette importante mésentente entraîna la formation d'un nouveau parti, le  Parti patriotique d'Aruba (PPA), par Yrausquin. Les élections de 1950 voient les deux partis s'affronter, chacun touchant une partie de l'électorat : citadins et Kuku pour l'AVP, nouveaux arrivants à Aruba pour le PPA.

#### Parti membre du conseil de l'île et début du déclin
Le Eilandsraad remplace en 1951 le Raad von Politie, donnant de l'autonomie à Aruba. En 1954, les Antilles néerlandaises passent d'un statut de colonies à un territoire associé au royaume des Pays-Bas. 
Le déclin de l'AVP s'amorce avec la mort du fondateur Henny Eman en 1957.
Son fils, Shon A Eman (pap), devient le nouveau président du parti. Il était déjà un représentant de l'île élu au conseil de l'île et le restera pendant 16 ans, jusqu'à sa mort en 1967.

#### Deuxième scission (1971)
En 1971, Betico Croes (pap) quitte le parti, après ne pas avoir réussi à briguer la présidence. Il forme le Movimiento Electoral di Pueblo (MEP).
En 1977, Jan Hendrik Albert Eman, ou "Henny" Eman — ayant les mêmes prénoms et surnoms en l'honneur de son grand-père — est appelé à prendre les rênes du parti.

### L'arrivée au pouvoir après leStatus Aparte(1985-1989)
Des élections sont organisées le 22 novembre 1985 pour préparer le changement de statut d'Aruba, se séparant des Antilles néerlandaises pour devenir un État-associé des Pays-Bas le 1er janvier 1986.
Le MEP obtient la majorité des sièges (8 sur 21). Mais l'AVP avec 7 sièges (+2 par rapport à 1983), le PPA - 2 sièges, l'Action démocratique nationale (pap) - 2) et le PDA (2) se rassemblent pour obtenir le pouvoir.

#### Cabinet Henny Eman I
Le cabinet de Henny Eman est formé avec les partis alliés, avec 4 ministères pour l'AVP, 2 pour le PPA et 1 pour l'ADN.
| Ministère                                                                       | Ministre           | Parti       | Date de fonction              |
| ------------------------------------------------------------------------------- | ------------------ | ----------- | ----------------------------- |
| Présidence-Ministère des Affaires Générales (Ministerie van Algemene Zaken)     | Henny Eman         | AVP         | 1985-1989                     |
| Finances (Financiën)                                                            | Armand Engelbrecht | AVP         | 1985-1989                     |
| Affaires sociales (Welzijnszaken)                                               | Mito Croes         | AVP         | 1985-1989                     |
| Justice et Santé (Justitie en Volksgezondheid)                                  | Watty Vos          | AVP         | 1985-1989                     |
| Économie et tourisme (Economische Zaken en Toerisme)                            | Lenny Berlinski    | PDA         | 1985 - juillet 1986           |
| Économie et tourisme (Economische Zaken en Toerisme)                            | Don Mansur         | Vakminister | Juillet 1986 - 1989           |
| Transports et Communications (Vervoer en Communicatie) et vice-premier ministre | Benny Nisbet       | PPA         | 1985 - 24 janvier 1987        |
| Transports et Communications (Vervoer en Communicatie) et vice-premier ministre | Vacant             | Vacant      | 24 janvier 1987 - 7 mars 1987 |
| Transports et Communications (Vervoer en Communicatie) et vice-premier ministre | Angel Bermudez     | Vakminister | 7 mars 1987 - 1989            |
| Travaux et Services Publics (Publieke Werken, Nutsbedrijven)                    | Charro Kelly       | ADN         | 1985 - juillet 1987           |
| Travaux et Services Publics (Publieke Werken, Nutsbedrijven)                    | Vacant             | Vacant      | Juillet 1987 - septembre 1987 |
| Travaux et Services Publics (Publieke Werken, Nutsbedrijven)                    | Frank Booi         | AD '86      | Septembre 1987 - octobre 1988 |
| Membre du conseil des ministres du royaume des Pays-Bas                         |                    |             |                               |
| Ministre plénipotentiaire d'Aruba (Gevolmachtigde minister van Aruba)           | Roy Wever          | AD '86      | Septembre 1987 - octobre 1988 |

Exxon, propriétaire de la raffinerie de Lago, décide de fermer son installation le 31 mars 1985. Cette fermeture aura des répercussions importantes sur l'économie arubaise, car le raffinage employait 900 personnes et représentait près de la moitié des revenus de l'île.
Cet événement a amorcé le changement d'économie de l'île, arrêtant de se baser uniquement sur les secteurs primaire (canne à sucre, agriculture) et secondaire (raffinage), pour se concentrer sur le tourisme. 
Au fur et à mesure des années, la coalition se délite : le PDA quitte le gouvernement le 4 juillet 1986, le PPA le 24 janvier 1987 et l'ADN fin juin 1987. Le mouvement Accion Democratico '86 (AD'86), après être entré au gouvernement en septembre 1987, retire son soutien en octobre 1988.

### Un parti d'opposition durant plusieurs années (1989-1994)
Malgré le gain d'un siège lors des élections de 1989 et un score de 35,2 % des votes, l'AVP ne garde pas le pouvoir, laissant sa place au parti d'opposition le plus important, le MEP. 
Celui-ci est le grand gagnant avec deux sièges de plus remportés par rapport à 1985, s'octroyant 10 des 21 sièges du parlement arubais. Cette position est renforcée par l'alliance avec deux autres partis, qui ont été dans le gouvernement de Henny Eman, dans la mandature précédente : l'ADN et le PPA.
Malgré la victoire durant les élections du 8 janvier 1993 avec 39,18 % et le même nombre de sièges que son opposant sortant (9), c'est le MEP qui réussit à former un gouvernement 

### Retour au pouvoir d'Henny Eman (1994-2001)
Le 29 juillet 1994, les élections donnent gagnant l'AVP, avec 45,40 % des voix et 10 sièges du Parlement (+1 par rapport à 1993). Une coalition est créée avec l'OLA (Organisacion Liberal Arubano).

#### Cabinet Henny Eman II (1994-1997)
Armand Engelbrecht récupère le portefeuille des Finances, poste qu'il a déjà occupé durant le cabinet Henny Eman I. Watty Vos reste au Ministère de la Justice, complété des Travaux publics.
Eddy Croes et Tico Croes (AVP) intègrent pour la première fois le gouvernement, respectivement au Ministère des Affaires Sociales et au Ministère de l'Économie et du Tourisme.
Les alliés de l'OLA ont deux représentants : Glenbert Croes, qui est également vice-premier ministre d'Aruba, et Lily Beke-Martinez.
Mito Croes, qui auparavant chargé du Bien-être, devient le ministre plénipotentiaire d'Aruba.
| Ministère                                                                       | Ministre           | Parti | Date de fonction                    |
| ------------------------------------------------------------------------------- | ------------------ | ----- | ----------------------------------- |
| Présidence-Ministère des Affaires Générales (Ministerie van Algemene Zaken)     | Henny Eman         | AVP   | 1er septembre 1994 - 17 juin 1998   |
| Finances (Financiën)                                                            | Armand Engelbrecht | AVP   | 1er septembre 1994 - 17 juin 1998   |
| Affaires sociales (Welzijnszaken)                                               | Eddy Croes         | AVP   | 1er septembre 1994 - 17 juin 1998   |
| Justice et Travaux Publics (Justitie en Publieke Werken)                        | Watty Vos          | AVP   | 1er septembre 1994 - 17 juin 1998   |
| Économie et tourisme (Economische Zaken en Toerisme)                            | Tico Croes         | AVP   | 1er septembre 1994 - 17 juin 1998   |
| Transports et Communications (Vervoer en Communicatie) et vice-premier ministre | Glenbert Croes     | OLA   | 1er septembre 1994 - septembre 1997 |
| Santé, Culture et Sport (Volksgezondheid, Cultuur en Sport)                     | Lily Beke-Martinez | OLA   | 1er septembre 1994 - septembre 1997 |
| Membre du conseil des ministres du royaume des Pays-Bas                         |                    |       |                                     |
| Ministre plénipotentiaire d'Aruba (Gevolmachtigde minister van Aruba)           | Mito Croes         | AVP   | 1er septembre 1994 - 17 juin 1998   |

Le gouvernement ne tient pas la mandature prévue de 4 ans, le coalition AVP-OLA prenant fin en 1997 à la suite de dissensions. Les élections sont avancées en décembre 1997 pour élire les nouveaux représentants.

#### Élections parlementaires de 1997
Les élections du 12 décembre 1997 laisse l'AVP au pouvoir, la distribution des sièges ne changeant pas pour le parti (10) comme pour le MEP (9) et le OLA (2 sièges). Les tractations avec le MEP n'aboutissant pas pour former un nouveau gouvernement, l'AVP se tourne vers son ancien allié OLA — et qui pourtant avait quitté le cabinet précédent — pour organiser la nouvelle coalition. Les tractations durent 6 mois, avant la formation du nouveau cabinet, laissant le précédent continuer ses travaux jusqu'en juin 1998.

#### Cabinet Henny Eman III (1998-2001)
Tico Croes remplace Armand Englebrecht aux Finances, alors qu'Eddy Croes occupe désormais le poste de Ministre de l'Éducation et du Travail. Lily Beke-Martinez, du parti allié OLA prend les rênes du Ministère de l'Économie, à la place Tico Croes.
Watty Vos et Mito Croes restent dans leurs prérogatives précédentes. 
Ike Posner récupère le Ministère de la Santé et des Affaires Sociales, le domaine des Sports étant en liaison avec le Ministère des Transports et des Communications.
Le gouverneur O. Koolman a invalidé la candidature au poste de ministre des Transports de Glenbert Croes, en raison d'une enquête judiciaire en cours. Son frère cadet, Junior Croe est nommé à sa place, après concertation avec l'OLA.
| Ministère                                                                   | Ministre           | Parti | Date de fonction               |
| --------------------------------------------------------------------------- | ------------------ | ----- | ------------------------------ |
| Présidence-Ministère des Affaires Générales (Ministerie van Algemene Zaken) | Henny Eman         | AVP   | 17 juin 1998 - 30 octobre 2001 |
| Finances (Financiën)                                                        | Tico Croes         | AVP   | 17 juin 1998 - 30 octobre 2001 |
| Éducation et Travail (Onderwijs en Arbeid)                                  | Eddy Croes         | AVP   | 17 juin 1998 - 30 octobre 2001 |
| Justice et Travaux Publics (Justitie en Publieke Werken)                    | Watty Vos          | AVP   | 17 juin 1998 - 6 janvier 2001  |
| Justice et Travaux Publics (Justitie en Publieke Werken)                    | Eddy Croes         | AVP   | Février 2001 - 30 octobre 2001 |
| Santé, Affaires Sociales, Culture (Volksgezondheid, Sociale Zaken, Cultuur) | Ike Posner         | AVP   | 17 juin 1998 - 30 octobre 2001 |
| Transports, Communications et Sport (Vervoer, Communicatie en Sport)        | Junior Croes       | OLA   | 17 juin 1998 - 16 juin 2000    |
| Transports, Communications et Sport (Vervoer, Communicatie en Sport)        | Glenbert Croes     | OLA   | 16 juin 2000 - 30 octobre 2001 |
| Économie et Tourisme (Economische Zaken en Toerisme)                        | Lily Beke-Martinez | OLA   | 17 juin 1998 - 30 octobre 2001 |
| Membre du conseil des ministres du royaume des Pays-Bas                     |                    |       |                                |
| Ministre plénipotentiaire d'Aruba (Gevolmachtigde minister van Aruba)       | Mito Croes         | AVP   | 17 juin 1998 - 30 octobre 2001 |

Glenbert Croes, acquitté de l'affaire judiciaire, prêta serment après la démission de Junior Croes, le 16 juin 2000.
Watty Vos meurt au cours de son mandat, le 6 janvier 2001. Il est remplacé par Eddy Croes, ministre du Bien-Être dans le cabinet précédent.

### Défaite aux élections de 2001 et changement de président du parti (2001-2009)
Le 28 septembre 2001, l'AVP n'obtient que 26,58 % des voix lors des élections. Le parti perd 4 sièges et son allié, le OLA, son seul siège au parlement, récupérés en grande partie (3) par les opposants MEP. 
Cette lourde défaite contraint le chef du parti, Robertico "Tico" Croes à démissionner de son poste, inaugurant une période de troubles au sein du mouvement.
En 2003, Mike Eman est élu à la tête du parti. Frère de Jan Hendrik Eman et petit-fils du fondateur du parti, Henny Eman, et ancien candidat lors des élections de 2001, il doit restructurer le parti pour que l'AVP revienne au pouvoir.
Les élections du 23 septembre 2005 voient l'AVP remporter 8 sièges au parlement (6 + 2 sièges résiduels (nl)). Toutefois, le MEP reste au pouvoir en gardant la majorité absolue avec 11 sièges sur 21, malgré la perte d'un siège.

### Mike Eman, premier ministre (2009-2017)

#### Élections parlementaires de 2009
L'AVP élabore un programme dénommé Aruba'Riba, pour remporter les élections du 2009. Ce programme est en 7 chapitres, centré sur l'économie et la politique locale : 
- Chapitre 1 : E crisis y e prioridadnan pa combati esaki (La crise et les priorités pour la contrer)
- Chapitre 2 : Un gobierno confiabel (Un gouvernement digne de confiance)
- Chapitre 3 : Finansa publico solido (Des finances publiques solides)
- Chapitre 4 : Calidad den economia (Qualité de l'économie)
- Chapitre 5 : Seguridad den cuido y bienestar (Sécurité de la santé et du bien-être)
- Chapitre 6 : Seguridad den e ambiente di biba (Sécurité du cadre de vie)
- Chapitre 7 : Perspectivanan den reino hulandes (Perspectives avec le royaume des Pays-Bas)

À la suite des 48,03 % des voix obtenues (+4 sièges par rapport à 2005), l'AVP obtient la majorité absolue — 12 des 21 sièges — du parlement arubais. Mike Eman peut former ainsi un gouvernement sans coalition nécessaire.

#### Cabinet Mike Eman I
| Ministère                                                                                               | Ministre                    | Parti | Date de fonction                  |
| --- | --------------------------- | ----- | --------------------------------- |
| Présidence-Ministère des Affaires Générales (Ministerie van Algemene Zaken)                             | Henny Eman                  | AVP   | 30 octobre 2009 - 30 octobre 2013 |
| Intégration, Infrastructures et Environnement (Integratie, Infrastructuur en Milieu)                    | Oslin Benito Sevinger       | AVP   | 30 octobre 2009 - 30 octobre 2013 |
| FInances, Communications, Services publics et Énergie (Financiën, Communicatie, Utiliteiten en Energie) | Mike Eric de Meza           | AVP   | 30 octobre 2009 - 30 octobre 2013 |
| Tourisme, Transports et Travail (Toerisme, Transport en Arbeid)                                         | Otmar Enrique Oduber        | AVP   | 30 octobre 2009 - 30 octobre 2013 |
| Justice et Éducation (Justitie en Onderwijs)                                                            | Arthur Dowers               | AVP   | 30 octobre 2009 - 30 octobre 2013 |
| Affaires économiques, Affaires sociales et Culture (Economische Zaken, Sociale Zaken en Cultuur)        | Michelle Hooyboer-Winklaar  | AVP   | 30 octobre 2009 - 30 octobre 2013 |
| Santé et sport (Volksgezondheid en Sport)                                                               | Richard Wayne Milton Visser | AVP   | 30 octobre 2009 - 30 octobre 2013 |
| Membre du conseil des ministres du royaume des Pays-Bas                                                 |                             |       |                                   |
| Ministre plénipotentiaire d'Aruba (Gevolmachtigde minister van Aruba)                                   | Edwin Abath                 | AVP   | 30 octobre 2009 - 30 octobre 2013 |

#### Élections parlementaires de 2013
En 2013, l'AVP rentre en campagne, avec le programme Bon trabou, ainda falta, continuant le programme établi en 2009. Le parti gagne les élections avec 57,28 % des voix, restant en majorité absolue et gagnant un siège au parlement (13 sur 21).
Un nouveau cabinet est formé, pour mettre en place le programme élu, le cabinet Mike Eman II.

#### Cabinet Mike Eman II
| Ministère | Ministre                   | Parti | Date de fonction                     |
| --- | -------------------------- | ----- | ------------------------------------ |
| Présidence-Ministère des Affaires Générales, Science, Innovation et Développement Durable (Ministerie van Algemene Zaken, Wetenschap, Innovatie en Duurzame Ontwikkeling) | Mike Eman                  | AVP   | 31 octobre 2013 - 16 novembre 2017   |
| Développement spatial, Infrastructure et Intégration (Ruimtelijke Ontwikkeling, Infrastructuur en Integratie)                                                             | Benny Sevinger             | AVP   | 31 octobre 2013 - 16 novembre 2017   |
| Affaires économiques, Communications, Énergie et Environnement (Economische Zaken, Communicatie, Energie en Milieu)                                                       | Mike de Meza               | AVP   | 31 octobre 2013 - 30 novembre 2016   |
| Affaires économiques, Communications, Énergie et Environnement (Economische Zaken, Communicatie, Energie en Milieu)                                                       | Richard Arends             | AVP   | 30 novembre 2016 - 16 novembre 2017  |
| Tourisme et Transports, Secteur primaire et Culture (Toerisme en Transport, Primaire sector en Cultuur)                                                                   | Otmar Oduber               | AVP   | 31 octobre 2013 - 3 novembre 2016    |
| Tourisme et Transports, Secteur primaire et Culture (Toerisme en Transport, Primaire sector en Cultuur)                                                                   | Mike de Meza               | AVP   | 3 novembre - 16 novembre 2017        |
| Justice (Justitie) | Arthur Dowers              | AVP   | 31 octobre 2013 - 16 novembre 2017   |
| Éducation et famille (Onderwijs en Gezin) | Michelle Hooyboer-Winklaar | AVP   | 31 octobre 2013 - 16 novembre 2017   |
| Affaires sociales, Jeunesse et Travail (Sociale Zaken, Jeugd en Arbeid) + Finances à partir du 12 mai 2017                                                                | Paul Croes                 | AVP   | 31 octobre 2013 - 16 novembre 2017   |
| Finances et organisation gouvernementale (Financiën en Overheidsorganisatie)                                                                                              | Juan David Yrausquin       | AVP   | 31 octobre 2013 - 28 juillet 2014    |
| Finances et organisation gouvernementale (Financiën en Overheidsorganisatie)                                                                                              | Angel Bermudez             |       | 28 juillet 2014 - 16 novembre 2017   |
| Santé publique, Soins aux personnes âgées et Sport (Volksgezondheid, Ouderenzorg en Sport)                                                                                | Alex Schwengle             | AVP   | 31 octobre 2013 - 16 novembre 2017   |
| Membre du conseil des ministres du royaume des Pays-Bas |                            |       |                                      |
| Ministre plénipotentiaire d'Aruba aux Pays-Bas (Gevolmachtigde minister van Aruba in Nederland)                                                                           | Alfonso Boekhoudt          | AVP   | 31 octobre 2013 - 1er novembre 2016  |
| Ministre plénipotentiaire d'Aruba aux Pays-Bas (Gevolmachtigde minister van Aruba in Nederland)                                                                           | Juan David Yrausquin       | AVP   | 1er novembre 2016 - 16 novembre 2017 |
| Ministre plénipotentiaire d'Aruba à Washington D.C. (Gevolmachtigde minister van Aruba in Washington D.C.)                                                                | Andy Lee                   | AVP   |                                      |

### Nouvelle défaite aux élections et retour dans l'opposition (depuis 2017)
Le MEP et l'AVP obtiennent tous les deux 9 sièges au parlement, mais le MEP forme une coalition avec le Red Electoral Democratico (RED, Democratisch Netwerk), qui obtient un siège, et un nouveau parti, le Pueblo Orguyoso y Respeta (POR) qui remporte deux sièges au Parlement.